# Wiktorija Walentinowna Postnikowa
Wiktorija Walentinowna Postnikowa (russisch Виктория Валентиновна Постникова; * 12. Januar 1944 in Moskau) ist eine russische Pianistin. Sie war seit 1969 die Gattin und regelmäßige Konzert- und Aufnahmepartnerin des Dirigenten Gennadi Nikolajewitsch Roschdestwenski.
Postnikowa wurde am Moskauer Konservatorium bei Jakow Flier ausgebildet und erzielte Erfolge bei einigen internationalen Wettbewerben: Chopin-Wettbewerb 1965 (Auszeichnung), internationaler Pianoforte-Wettbewerb Leeds 1966 (2. Preis), Tschaikowsky-Wettbewerb, bei dem sie 1970 den dritten Preis gewann. 2004 wurde sie mit der Auszeichnung Volkskünstler der Russischen Föderation geehrt.
Bekannt ist Postnikowa auch für ihre Interpretation von technisch sehr anspruchsvollen Werken der russisch-sowjetischen Schule wie Sergei Sergejewitsch Prokofjews 2. Klavierkonzert oder Alfred Schnittkes Konzert für Klavier und Streicher. Postnikowa, deren Spiel durch einen besonders kräftigen Anschlag auffällt. Sie hat gemeinsam mit ihrem Mann, Gennadi Rozhdestvensky, alle fünf Klavierkonzerte von Prokofjew aufgenommen.